# Hatanbulag járás
Hatanbulag járás (mongol nyelven: Хатанбулаг сум) Mongólia Kelet-Góbi tartományának egyik járása. Területe 18 000 km². Népessége kb. 3500 fő.
Székhelye, Ergel (Эргэл) 229 km-re fekszik Szajnsand tartományi székhelytől.